# Gásadalur
Gásadalur (tiếng Đan Mạch: Gåsedal) là một ngôi làng nằm ở cực tây của đảo Vágar thuộc Quần đảo Faroe có tầm nhìn ra đảo Mykines. Ngôi làng nằm ở rìa vịnh hẹp Mykinesfjørður, và được bao quanh bởi những ngọn núi cao nhất trên đảo Vágar. Về phía bắc của ngôi làng là Árnafjall cao 722 mét, là ngọn núi cao nhất đảo còn về phía đông là núi Eysturtindur cao 715 mét là ngọn núi xếp ngay sau đó. Quang cảnh phía nam nhìn ra đảo Tindhólmur và Gáshólmur vô cùng hùng vĩ. Eysturtindur dịch trực tiếp nghĩa là "Đỉnh ở phía Đông".
Ngôi làng nằm tại một địa điểm khá khó tiếp cận cho tàu thuyền khi nó nằm ở vị trí cao hơn bờ biển. Vì vậy, những ngư dân tại làng phải neo đậu thuyền của họ ở một địa điểm gần làng Bøur. Năm 1940, trong thời kỳ Anh chiếm đóng Quần đảo Faroe, một cầu thang được xây dựng từ bãi biển lên đến ngôi làng.
Để đến bất kỳ ngôi làng nào khác, người dân tại Gásadalur phải đi theo một con đường hiểm trở băng qua những ngọn núi cao hơn 400 mét. Điều này giải thích tại sao dân số tại ngôi làng đã ít lại càng ít hơn. Năm 2002, chỉ có 16 người dân sinh sống ở Gásadalur, và một số ngôi nhà bị bỏ hoang như hiện tại. Đến năm 2012, dân số của ngôi làng đã tăng lên thành 18 người.
Năm 2004, hầm Gásadalur xuyên qua đá để người dân có thể di chuyển bằng ô tô. Người dân hy vọng điều này sẽ giúp ngôi làng tăng dân số trở lại. Đất đại ở đây cũng có nhiều tiềm năng như canh tác hay chăn nuôi như ở Bøur nhưng chỉ có số ít là tài sản hoàng gia, còn lại đều là đất hoang.

## Tên nguyên
Có một câu chuyện rằng, ngôi làng được đặt theo tên của người phụ nữ có tên là Gæsa tới từ Kirkjubøur. Cô đã ăn thịt trong Mùa Chay nên tất cả tài sản của cô đã bị tịch thu. Cô chạy trốn đến thung lũng trên đảo Vágar, và khu vực đó được đặt theo tên của cô. Hầu hết các câu chuyện khác về làng là về những linh hồn và những yêu tinh Huldufólk.
Một lời giải thích khả thi hơn là Gásadalur (Thung lũng Ngỗng) được đặt theo tên của những con Ngỗng hoang dã đến thung lũng này từ thời cổ đại.

## Hình ảnh

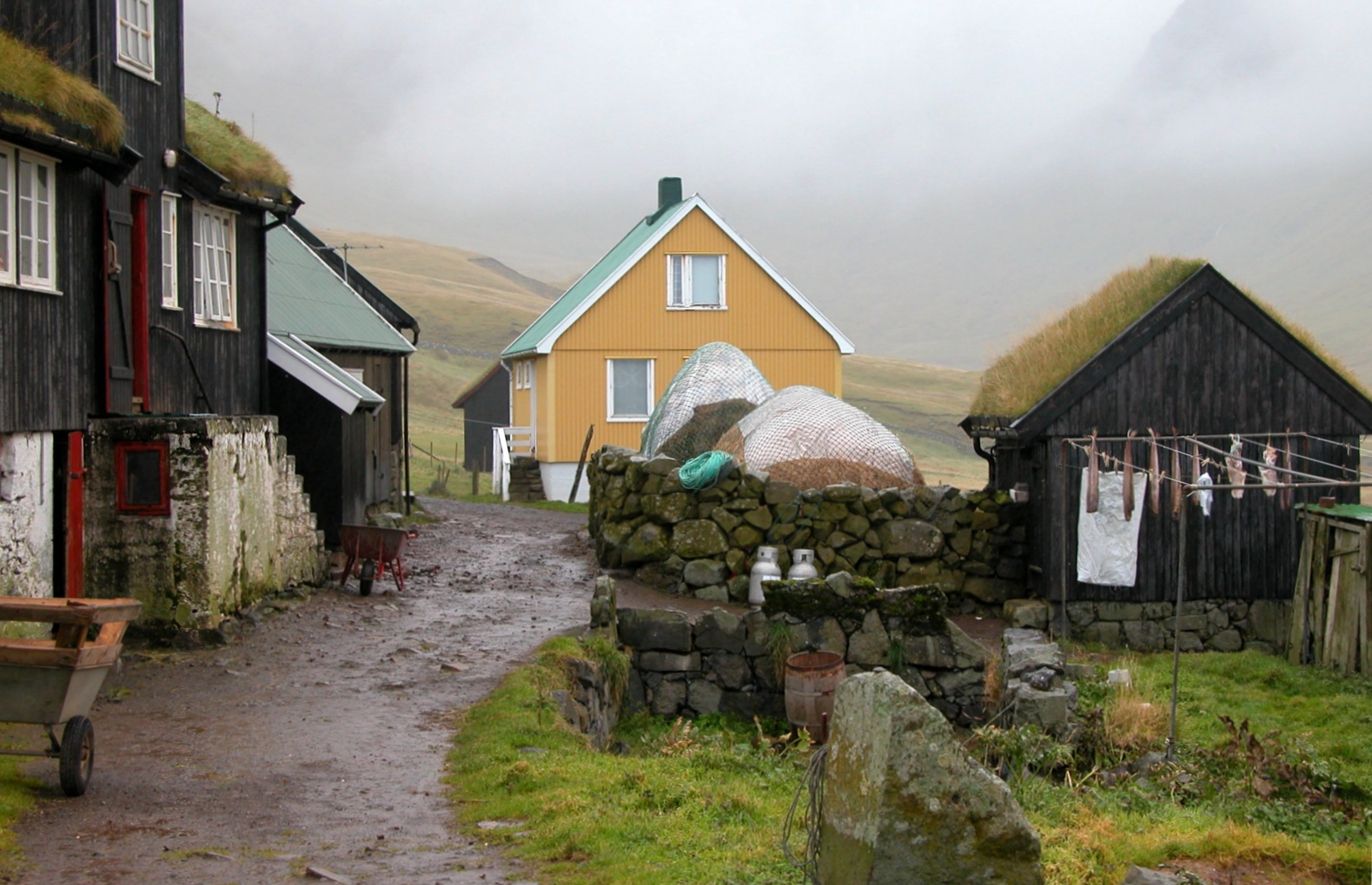
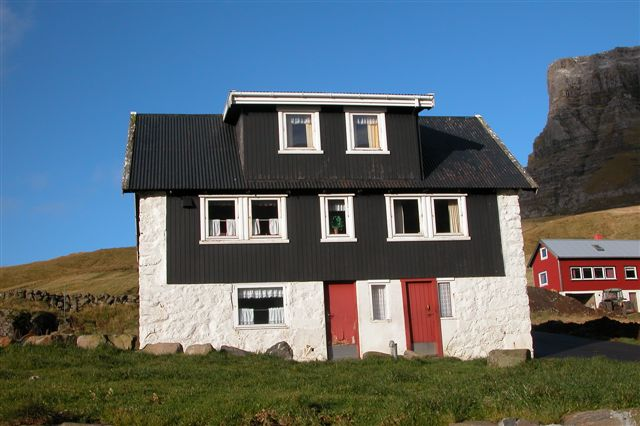
Ngôi nhà ở Gásadalur Ảnh của Erik Christensen
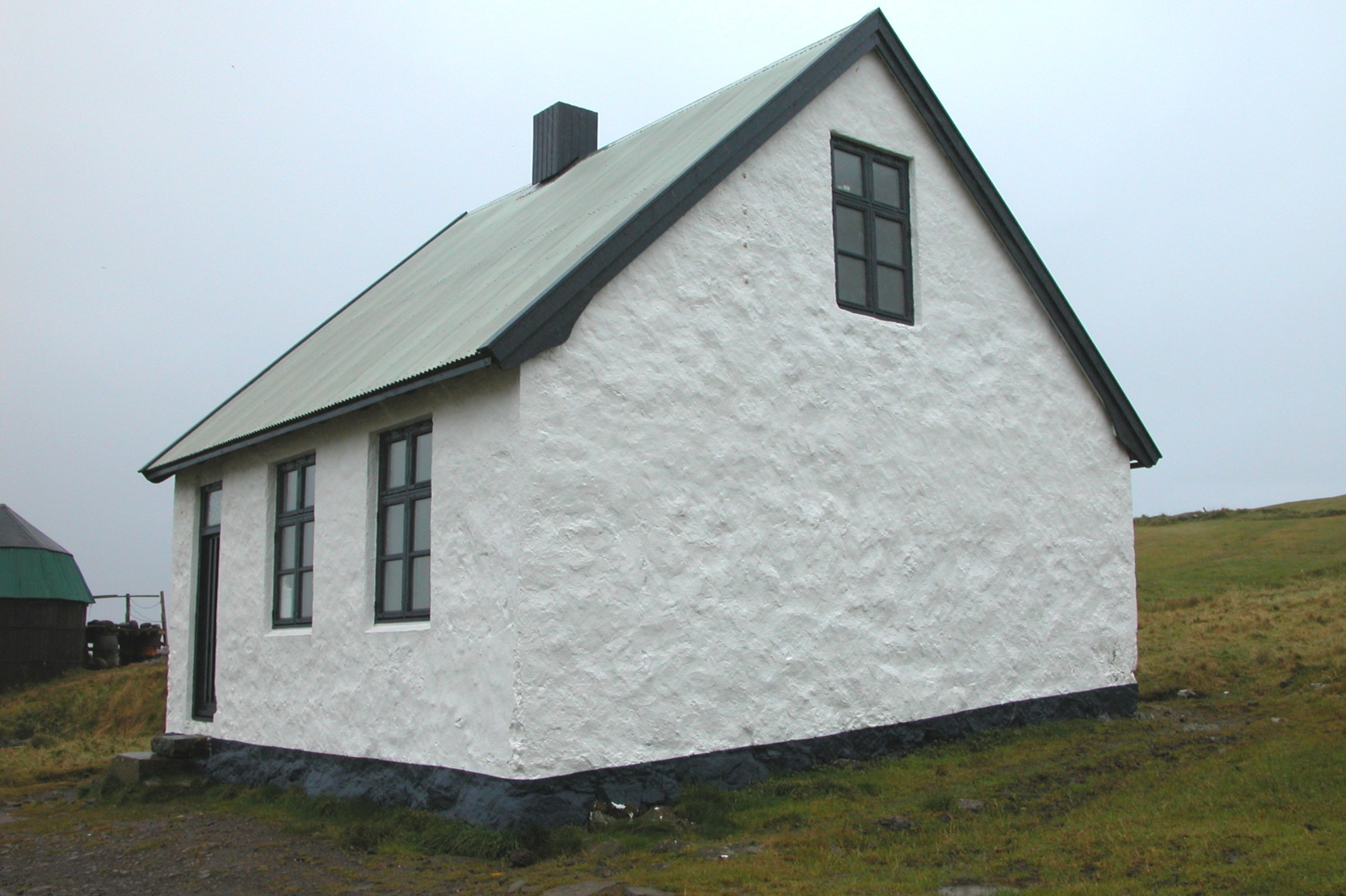
Hội trường Giáo xứ Gásadalur Ảnh của Erik Christensen
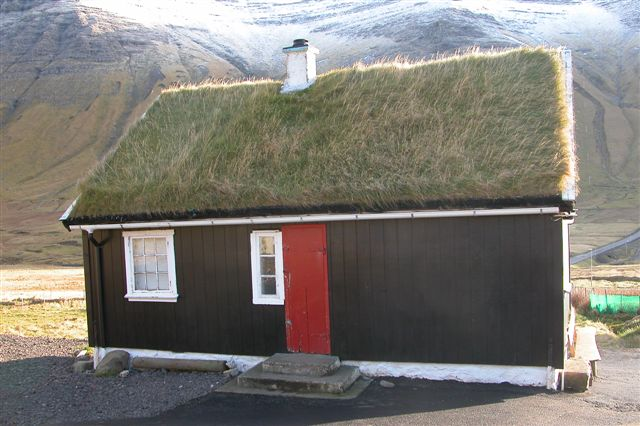
Ngôi nhà nhỏ với mái cỏ Ảnh của Erik Christensen
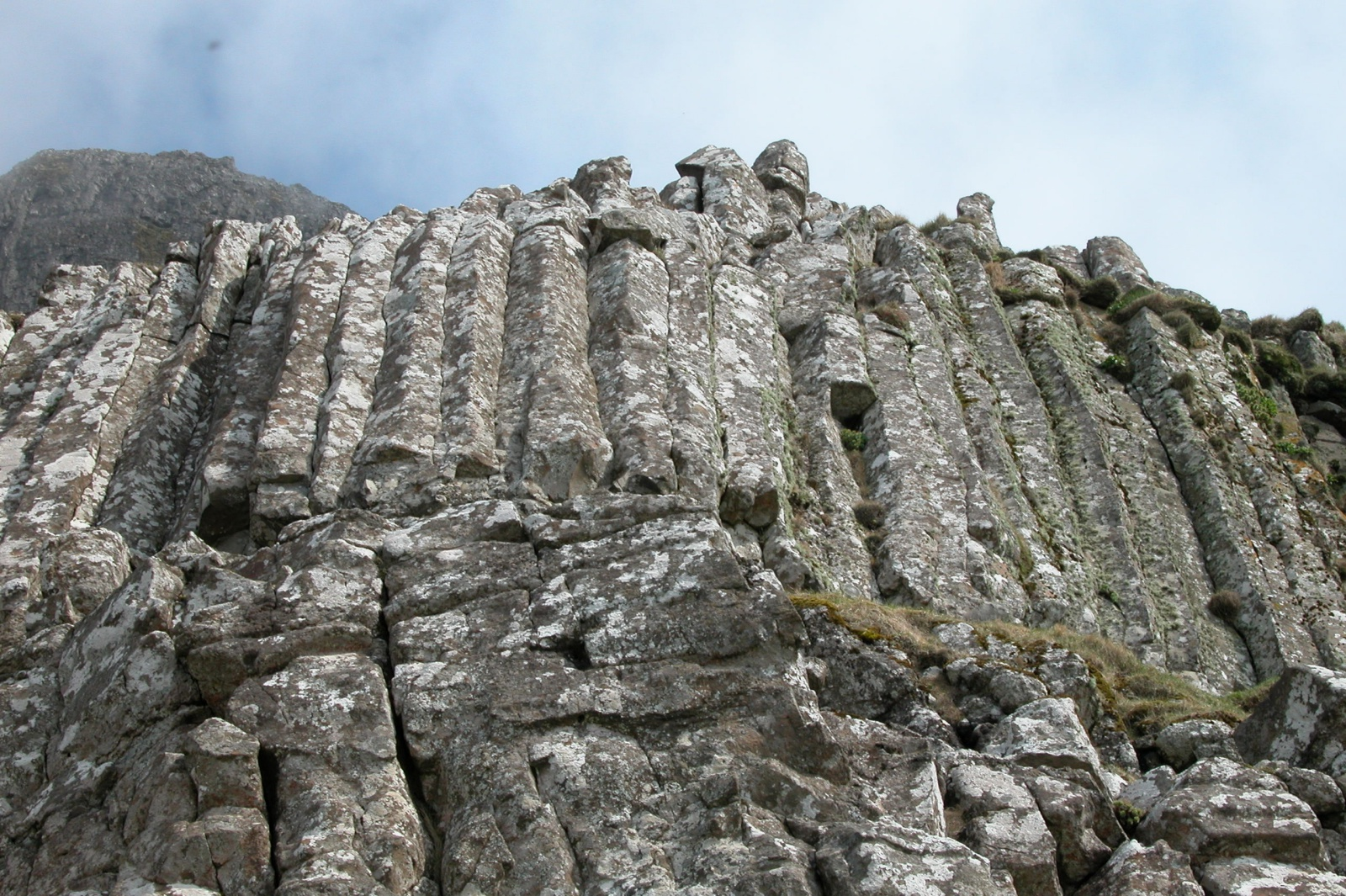
Cột đá Bazan tại Gásadalur Ảnh của Erik Christensen
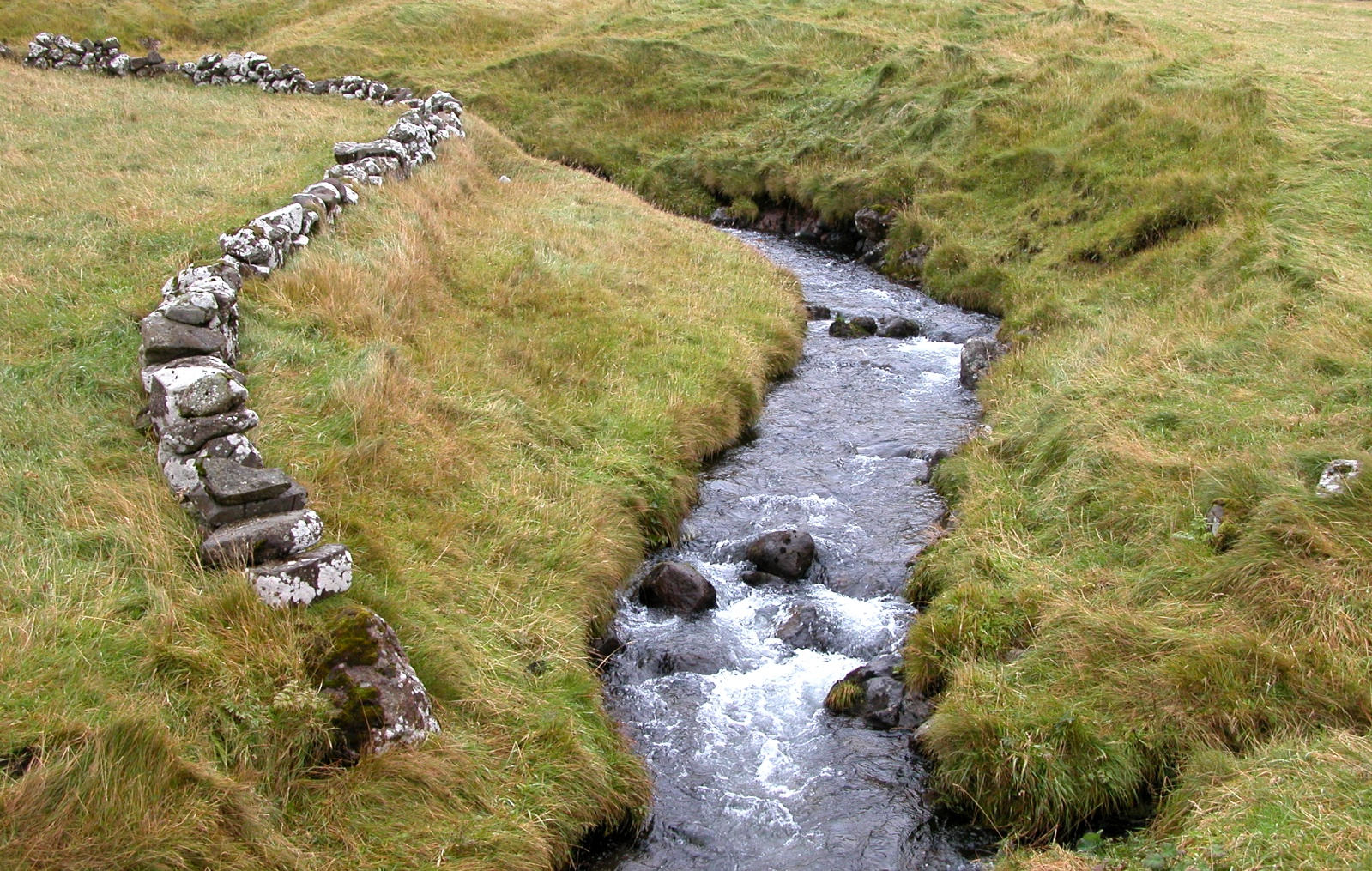
Dòng suối nhỏ ở Gásadalur Photo: Erik Christensen
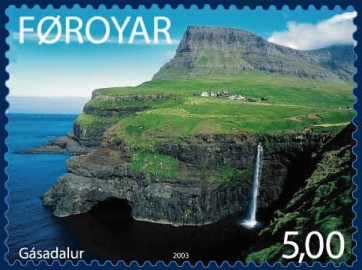
Hình ảnh ngôi làng trên một con tem của Quần đảo, 2003
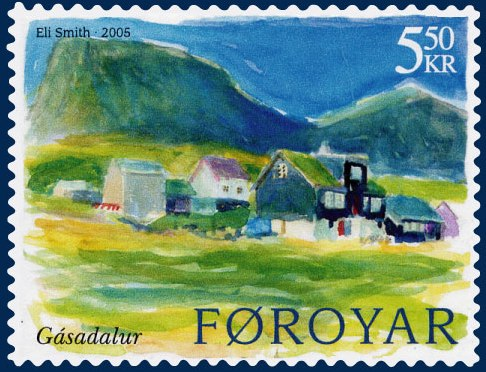
Stamp FO 506 of the Faroe Islands, 2005 Nghệ sĩ: Eli Smith
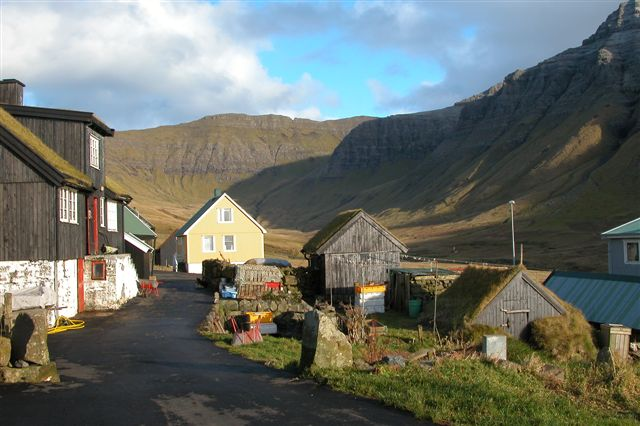
Gásadalur vào tháng 10 năm 2005
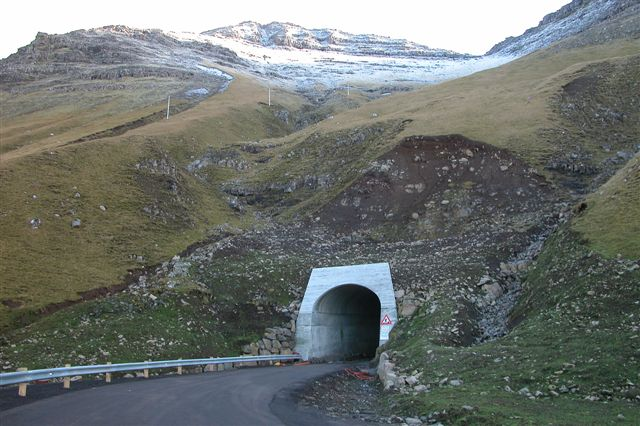
Hầm Gásadalur vào tháng 10 năm 2005